# Johann Albrecht von Beyer
Johann Albrecht Beyer, seit 1747 von Beyer, (* um 1700 in Preußen; † 3. November 1760 bei Torgau) war ein preußischer Major.

## Leben
Sein Vater stand als Rittmeister beim Kürassierregiment „Schlippenbach“ und blieb in der Schlacht bei Malplaquet. Er selbst soll bereits 20 Dienstjahre in der preußischen Armee hinter sich gehabt haben, als er am 26. November 1735 im Infanterieregiment „Schlichting“ zum Fähnrich avancierte. Bereits nach bemerkenswert wenigen Jahren erhielt er am 4. Januar 1739 seine Beförderung zum Kapitän. Am 22. Juli 1747 wurde Beyer in den preußischen Adelsstand erhoben. Als Major wurde er im Jahr 1758 Kommandeur eines Grenadierbataillons, welches sich zu je zwei Kompanien der Regimenter „von Lehwald“ und „von Below“ zusammensetzte. Beyer gehörte zu den über 16.000 preußischen Gefallenen in der Schlacht bei Torgau.